# Liste der niederländischen Botschafter in Chile
Liste der niederländischen Botschafter in Chile.
| Ernennung Akkreditierung | Name                                                                      | Bemerkungen | ernannt von                   | akkreditiert bei der Regierung  | Posten verlassen |
| ------------------------ | ------------------------------------------------------------------------- | --- | ----------------------------- | ------------------------------- | ---------------- |
| 1917                     | H. Van Lawenrecht                                                         | Ministro Plenipotenciario | Pieter Cort van der Linden    | Juan Luis Sanfuentes Andonaegui |                  |
| 1922                     | W.B. Engelbrecht                                                          | WB Engelbrecht (* 1881), 28. September 1905 Leerlingen-consul in Shanghai, Generalkonsul der Beobachtermission, 17. März 1918 für den Transfer nach Santiago de Chile, 1. März 1922. Vereinigten Staaten von Nordamerika JT | Charles Ruijs de Beerenbrouck | Arturo Alessandri Palma         |                  |
| 1927                     | Arnold T. Lamping                                                         | Verhandlungsbevollmächtigter 1953: Arnold T. Lamping, Berater in Deutschland-Fragen | Dirk Jan de Geer              | Carlos Ibáñez del Campo         |                  |
| 1935                     | Herman Gerhard von Oven                                                   | Verhandlungsbevollmächtigter | Hendrikus Colijn              | Carlos Dávila Espinoza          |                  |
| 1946                     | Herman Gerhard von Oven                                                   | Ministro Plenipotenciario | Louis Beel                    | Alfredo Duhalde                 |                  |
| 1948                     | Petrus Albertus Kasteel                                                   | | Willem Drees                  | Alfredo Duhalde                 |                  |
| 1956                     | Charles J.H. Daubanton                                                    | (* 1894) 1946: Botschafter in Washington, 1. Botschafter in Santiago de Chile | Willem Drees                  | Carlos Ibáñez del Campo         | 1959             |
| 1960                     | Jan L. Voute                                                              | [ 2 ] | Jan de Quay                   | Jorge Alessandri Rodríguez      | 1962             |
| 1962                     | R.H. Fein                                                                 | Geschäftsträger Generalkonsul | Jan de Quay                   | Jorge Alessandri Rodríguez      | 1962             |
| 1963                     | Gerard Eduard Middelburg                                                  | | Victor Marijnen               | Jorge Alessandri Rodríguez      | 1967             |
| 1968                     | Izaak Celestino Debrot                                                    | (11. November 1910 in Willemstad; † 1. Juni 2006 in Amsterdam) Botschafter in Trinidad | Piet de Jong                  | Eduardo Frei Montalva           | 1971             |
| 1972                     | Louis Joachim Goedhart                                                    | [ 3 ] | Barend Biesheuvel             | Salvador Allende Gossens        | 1975             |
| 1975                     | Joost L. Van der Kun                                                      | 1980 Ambasador Nadzwyczajny in Warschau | Joop den Uyl                  | Augusto Pinochet Ugarte         | 1980             |
| 1980                     | Gerhard Johan Van Hattum                                                  | (* 20. April 1931 in Enschede) | Dries van Agt                 | Augusto Pinochet Ugarte         | 1983             |
| 1983                     | 1980: Niederländische Militärmission (BS) 1000 Berlin 15, Meierotto-Str 7 | Ruud Lubbers | Augusto Pinochet Ugarte       | 1987                            |                  |
| 1987                     | Robert Fruin                                                              | | Ruud Lubbers                  | Augusto Pinochet Ugarte         |                  |
| 1992                     | Steven Elzevier Ramondt                                                   | 5. Oktober 1988 Generalkonsul in Chicago | Ruud Lubbers                  | Patricio Aylwin Azócar          |                  |
| 1997                     | Johan C.F. von Mühlen                                                     | | Wim Kok                       | Eduardo Frei Ruiz-Tagle         |                  |
| 2001                     | Hinkius Nigenhuis                                                         | | Wim Kok                       | Ricardo Lagos Escobar           |                  |
| 2005                     | Hero E.G. de Boer                                                         | " | Jan Peter Balkenende          | Ricardo Lagos Escobar           |                  |